# Академия Або
Акаде́мия А́бо (швед. Åbo Akademi, фин. Åbo Akademi; современное шведское произношение — О́бу Академи́ [ˈoːbu akademiˈ]) — шведоязычный университет в Турку, в Финляндии.
Университет носит название существовавшей в Або с 1640 года Королевской академии, которая после пожара 1827 года была переведена в Гельсингфорс. Современная Академия Або основана после провозглашения независимости Финляндии в 1918 году усилиями частных лиц и стала государственной лишь 1 августа 1981 года.

## История

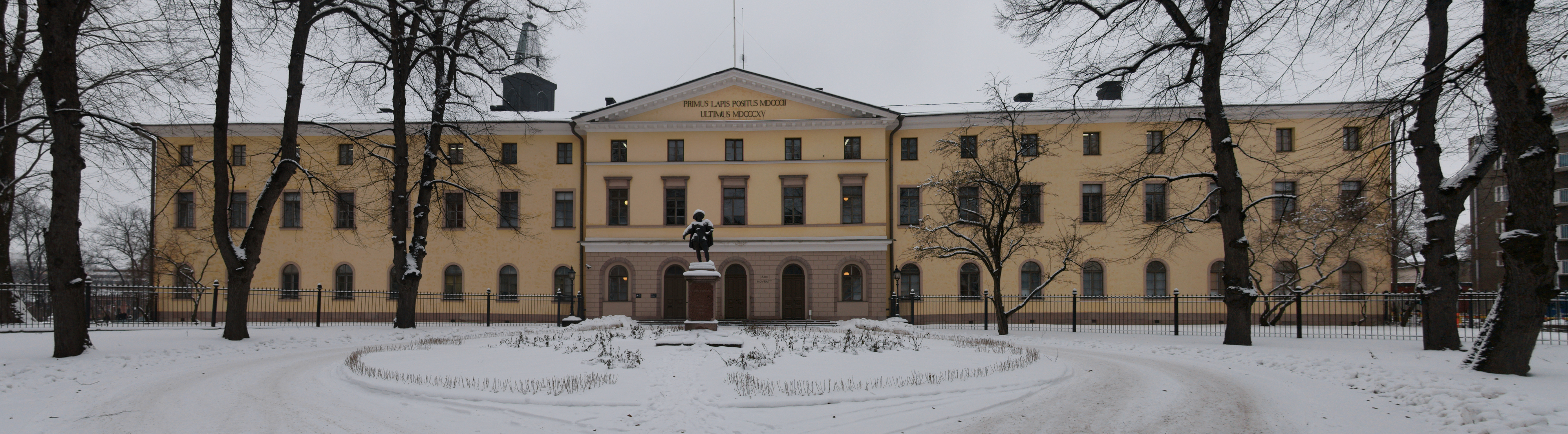
Историческое здание Академии, построенное в Або в 1801—1817 гг.

После присоединения в 1809 году герцогства Финляндского к Российской империи, в 1817 году в Або для Королевской академии было построено новое здание (закладка фундамента состоялась в 1801 году), а назначенный в 1810 году новым канцлером Михаил Сперанский в феврале 1811 года подписал новую, весьма значительную смету расходов Академии, предусматривающую шесть новых профессур, одиннадцать новых ставок адъюнкт-профессора, новые места для лингвистов и администраторов, более высокие оклады для преподавателей и более высокие стипендии для студентов, а также ассигнования на библиотеку, коллекции, закупку дров и освещение. В фонд реконструкции Академии были перечислены 20 тысяч серебряных рублей. Обладая такой суммой капиталовложений, Академия провозгласила императора Александра I своим вторым основателем, а впоследствии стала носить его имя. Бюст императора, выполненный в 1814 году скульптором Иваном Мартосом, находился в актовом зале Академии, а в 1828 году был перенесен в Гельсингфорс, где находился вплоть до 1932 года.
Опустошительный пожар, бушевавший в Турку 4—5 сентября 1827 года, уничтожил более трёх четвертей города. В огне погибли более 2,5 тысяч строений, в том числе здания, библиотека, коллекции и архив Королевской академии. Как уполномоченный финского правительства архитектор Карл Людвиг Энгель писал своему другу Херлиху:

«Для Финляндии уже невосполнима гибель многочисленных архивов, а вместе с ними и всех манускриптов, отражающих древнюю историю страны … Академия, уничтоженная в пламени со всеми её научными собраниями, библиотеками, математическими инструментами, кабинетами природы и древних монет и другими многочисленными собраниями, прервёт все научные исследования»..

После получения Финляндией независимости, в 1918 году на пожертвования частных лиц в Турку вновь был учреждён шведоязычный университет, вернувший себе историческое наименование — Академия Або (швед. Åbo Akademi). Одновременно в стране шёл резкий подъём самосознания финноязычной интеллигенции (фенноманов), в связи с чем в Турку также на частные средства был организован и финноязычный университет Турку (фин. Turun yliopisto).
На 1919 год новообразованная Академия имела всего лишь два факультета — искусствоведческий факультет и факультет математики и естественных наук; социологический факультет и факультет химического машиностроения были открыты в 1920—1921 годах, а богословский факультет появился в 1924 году.
В 1964 году Академии Або была гарантирована государственная поддержка, а 1 августа 1981 года Академия (последняя из частных университетов Финляндии) была национализирована и стала одним из высших учебных заведений, подчинённых министерству просвещения Финляндии.

### Администрация и ректорат
Ректорат и администрация Академии Або располагаются в здании напротив сквера Брахе в так называемом доме Траппа (Tuomiokirkontori, 3). Особняк построен в 1831—1833 годах по проекту архитектора-классициста XIX века Карло Басси. Главный архитектурный элемент особняка — сильно выдвинутый шестиколонный портик дорического ордера. В 1976 году здание было капитально реставрировано по проекту архитекторов Вольдемара Бекмана и Яако Аартело.

#### Канцлеры Академии
- Энквист, Нильс[фин.] (1991)
- Рослин, Бертил[фин.] (1 января 2001 — 31 декабря 2003)
- Такселл, Кристофер (1 января 2004 — 31 декабря 2006)
- Эрикссон, Ярл-Туре[англ.] (1 января 2011 — 31 декабря 2014)
- Вольф-Кнутс, Ульрика[швед.] (1 января 2015 — 31 декабря 2018)
- Гамберг, Карл Густав[швед.] (с 1 января 2019)

#### Ректоры Академии

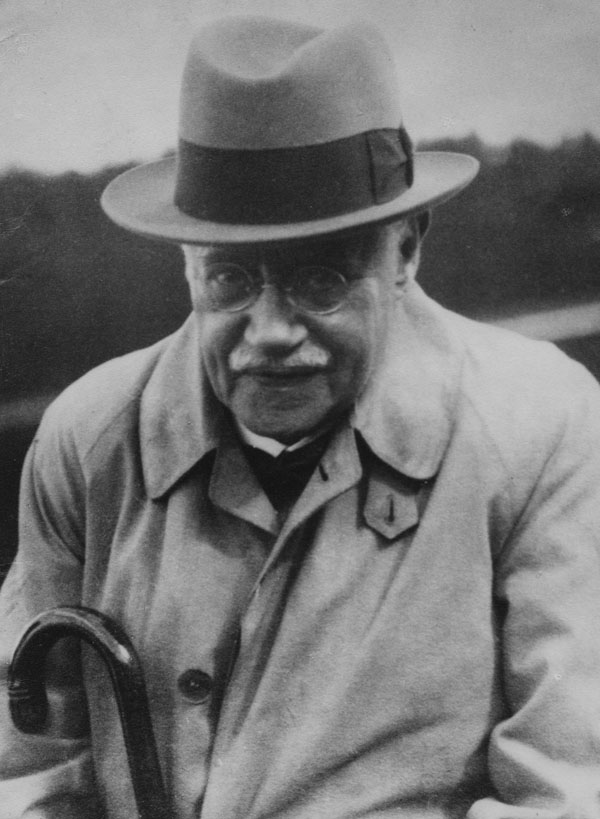
Первый ректор академии — Эдвард Вестермарк (1918—1921)

- Вестермарк, Эдвард (1918—1921)
- Юханссон, Северин[швед.] (1921—1929)
- Андерссон, Отто[англ.] (1929—1936)
- Пиппинг, Рольф[швед.] (1936—1942)
- Розенквист, Уле[фин.] (1942—1950)
- Такселл, Ларс[фин.] (1950—1957)
- Линдман, Свен Улоф[вд] (1957—1962)
- Гранделл, Аксель[фин.] (1963—1965)
- Энквист, Нильс[фин.] (1966—1969)
- Фогель, Карл-Густав[фин.] (1969—1975)
- Нюхольм, Курт[швед.] (1975—1978)
- Виден, Билл[швед.] (1978—1982)
- Линдстрём, Кай-Гуннар[швед.] (1982—1988)
- Стенлунд, Бенгт[фин.] (1988—1997)
- Бьёркстранд, Густав (1 января 1997 — 31 декабря 2005)
- Маттинен, Йорма (1 января 2006 — 31 декабря 2014)
- Хупа, Микко[швед.] (1 января 2015—2018)
- Вригт, Мойра фон[швед.] (1 января 2019 — 1 ноября 2021)
- Линдфельт, Микаэль (2 февраля 2022 — 4 апреля 2025)[6]

### Академия сегодня
Штат Академии — 1127 человек, число студентов — 7941, из них более 600 иностранных более чем из 60 стран мира. Имеются филиалы-кампусы Академии Або Вааса, Якобстад, Хельсинки и на Аландских островах. Абитуриенты из северных стран должны сдавать обязательный тест на знание шведского языка, представители других стран могут обучаться на английском.
По восьми направлениям Академия Або занимает лидирующие позиции: биотехнологии, компьютерные науки, органическая химия, права человека, информационная и структурная биология, естественные науки и полимеры, инженерные науки. На английском языке предлагается три программы магистратуры: законы международного права; инженерная химия; бизнес посредством электронной и мобильной связи.
Имеется несколько других отделений и межвузовских совместных программ, в том числе по непрерывному образованию, компьютерным наукам, биотехнологиям и т. п.
Подача документов для зачисления происходит в период до 30 марта.
В начале 2025 года в связи с необходимостью экономии средств руководство вуза объявило о слиянии четерёх факультетов, имевшихся в Академии Або, в два: Человек и общество (Människa och Samhälle) и Природа и техника (Natur och Teknik). Кроме того, было объявлено ликвидации Языкового центра (Språkcentret) и Центр непрерывного обучения (Centret för livslångt lärande) как самостоятельных подразделений. В результате реформы 48 работников университета было уволено, а 120 были предложены новые обязанности. Ректор и руководство вуза подверглись жёсткой критике как со стороны преподавателей и студенческих ассоциаций, так и со стороны СМИ за кулуарность принятия решений и за неожиданное увольнение преподавателей языкового центра. 4 апреля 2025 г. ректор Микаэль Линдфельт объявил о своей отставке. В июне того же года в ходе внутреннего аудита было установлено, что у Линдфельта имелся конфликт интересов по отношению к сотруднику, которого Линдфельт нанял, не объявляя должность вакантной, и с которым, как утверждалось, у него были близкие отношения. Однако поскольку Линдфельт уже подал в отставку по собственному желанию, было сочтено нецелесообразным проверять, могли ли действия Линдфельта привести к его отстранению от должности ректора.

#### Гуманитарных наук

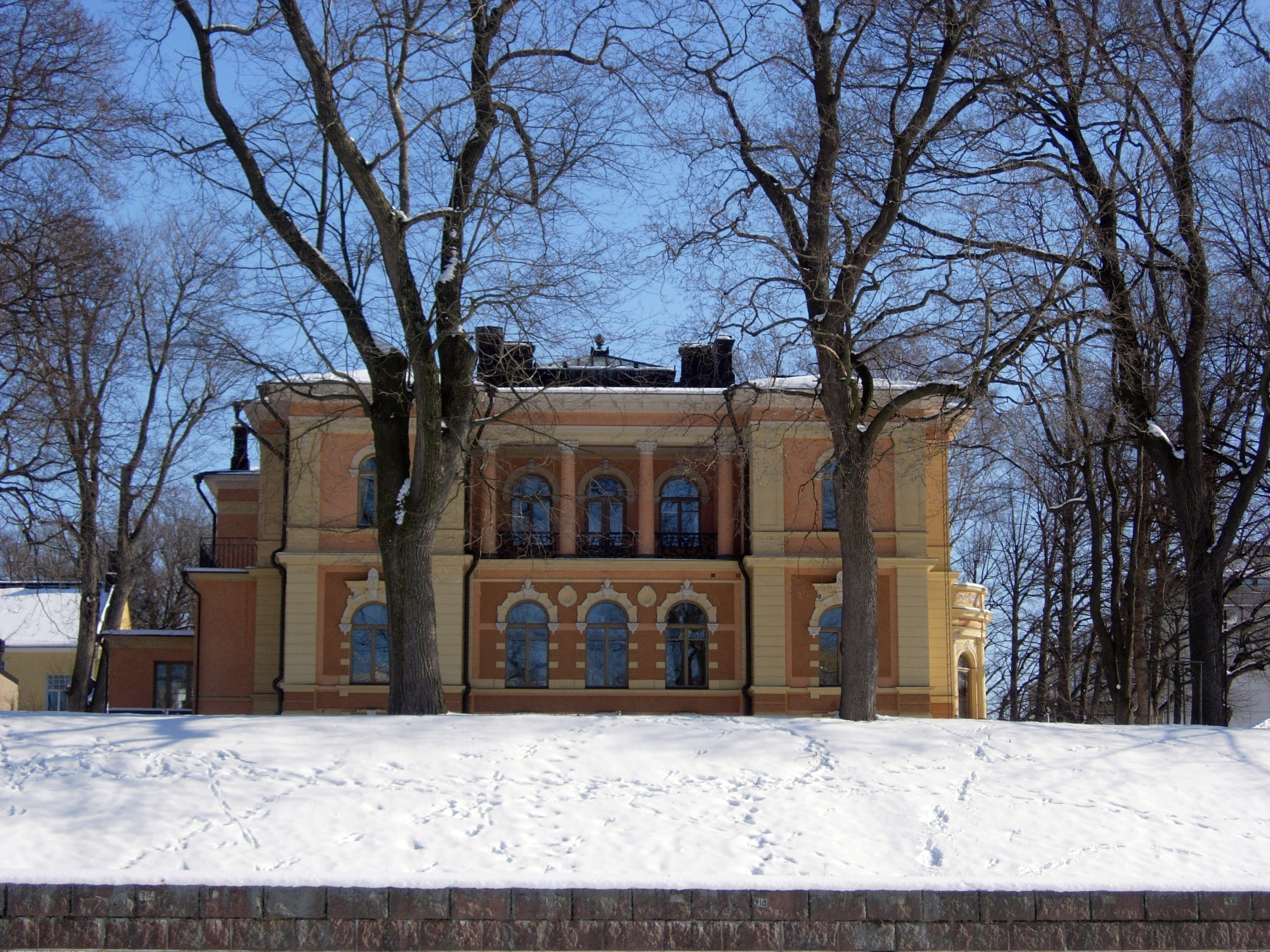
Гуманитарный факультет Академии Або

### Факультеты

#### Математики и естественных наук
Воссозданный в 1918 году факультет естественных наук долгое время был единственным по своему профилю во всех северных странах. Факультет располагается в здании (Tuomiokirkontori, 1), построенном в 1832 году по проекту архитектора-классициста Пера Гюлиха.

#### Математики и физической химии
Занимает здание (Tuomiokirkokatu, 4), возведенное в 1861 по проекту городского архитектора Турку Георга Теодора Шевитца.

#### Технологический
Расположен в здании «Акселия» на улице Писпанкату (Pispankatu). Здание, спроектированное архитектурной мастерской Бэкман-Аартело, построено в 1974 году в стиле финского функционализма и сильно диссонирует историческому архитектурному контексту окружающих построек.
В 1997 году здание факультета было реконструировано на основе конкурсного проекта архитектурной мастерской Нурмела-Райморанта-Таса. Большая часть пристройки была врублена в скалу, а часть помещений размещена в новом этаже, завершившем прежнее здание. Пристройка украшена большими витражами, через которые дневной свет проникает в подвальные помещения нижнего этажа.

#### Теологический

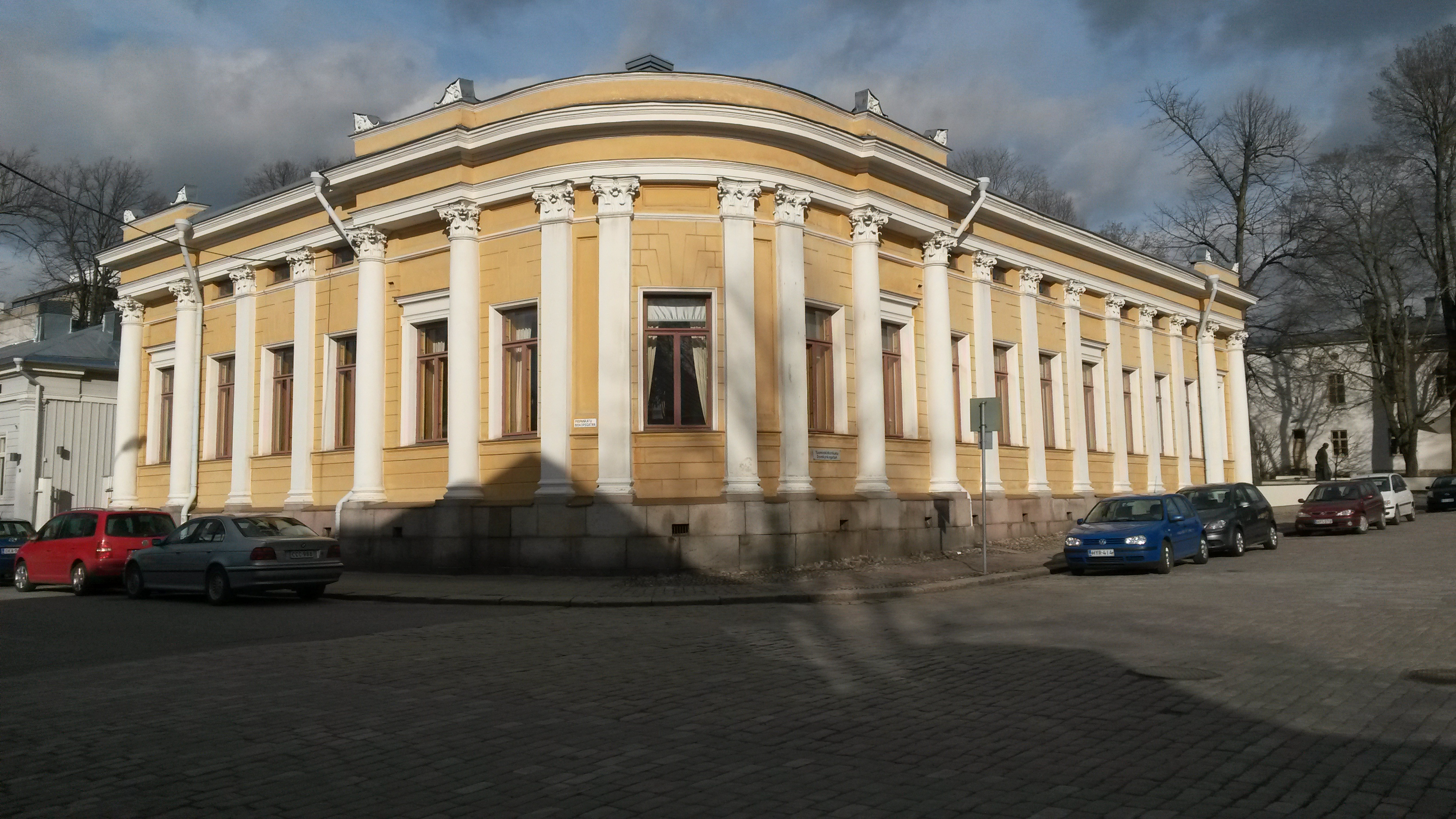
Здание Теологического факультета

Факультет был возобновлён в 1924 году и ныне занимает ряд исторических зданий, одно из которых с высокой кровлей и характерными атрибутами классицизма (Tuomiokirkonkatu, 2) было построено в 1831 году по проекту архитектора Карла Людвига Энгеля.
Теологический факультет Академии Або имеет международное признание за свою оригинальную богословскую школу (традицию). На факультете ведутся систематические исследования в области истории лютеранства и других конфессий, имеются кафедры экзегетики, церковной истории, институт иудаики, ведутся совместные религиоведческие проекты с Хельсинкским, Тронхеймским и Гёттингенским университетами.
Факультет готовит пасторов, епископат и сотрудников церковных структур Евангелическо-лютеранской церкви Финляндии.

#### Образовательный
Расположен в Вааса с отделением в Пиетарсаари.

#### Social and Caring Sciences
Находится (в Вааса).

#### Юридический институт

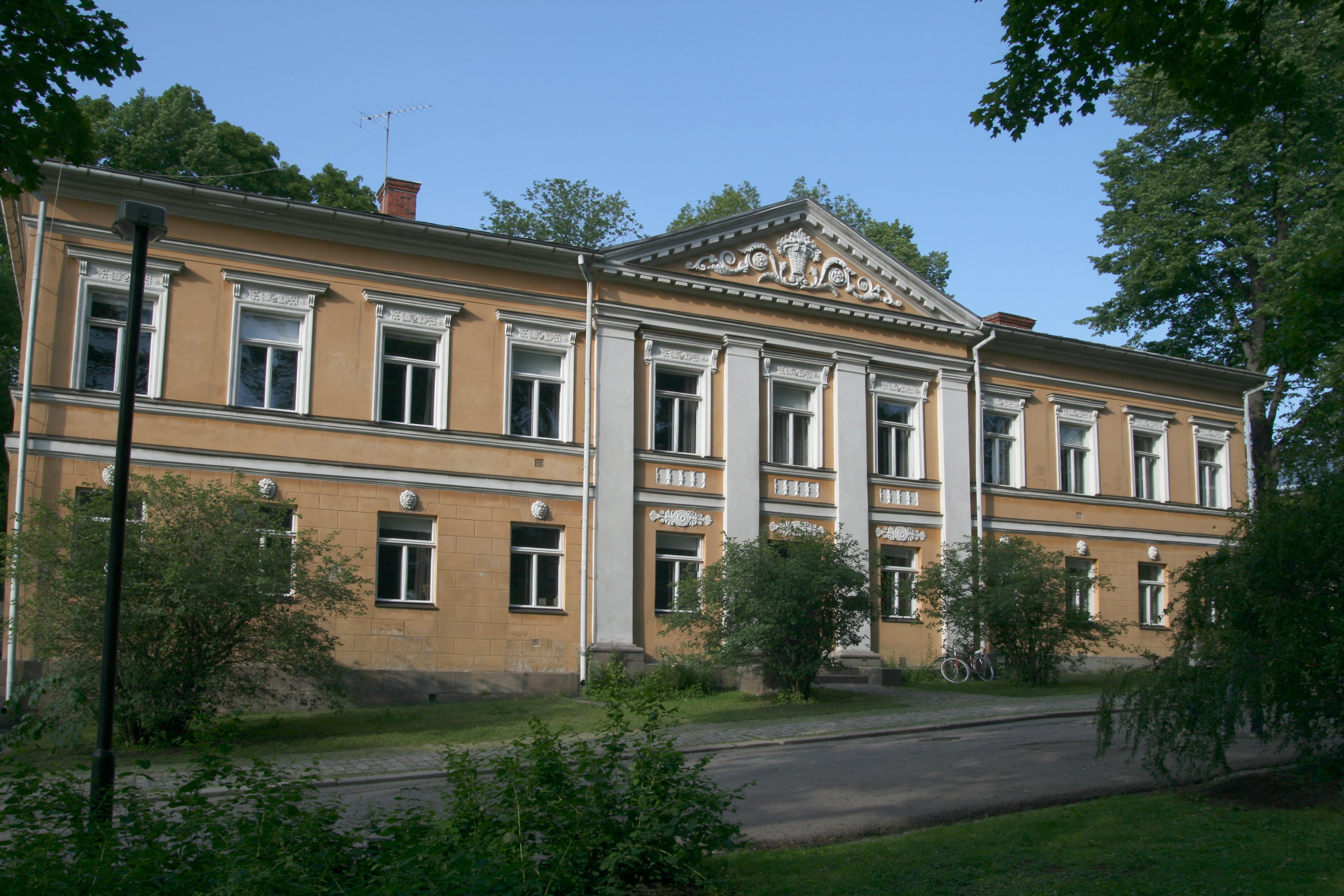
Здание Юридического института

Юридический институт Академии Або находится в здании (Gezeliuksenkatu, 2), построенном в 1831 году по проекту архитектора Пера Гюлиха и в настоящее время известном как Domvillan или SF-Huset. Первоначально особняк был резиденцией Кристина Людвига Йелта (швед. Christian Ludvig Hjelt), а с 1853 по 1890 годы в особняке проживало семейство Густава Сэве (швед. Gustaf Säwe). С 1906 по 1929 год здание находилось в собственности семьи Магнуса Далстрёма (швед. Magnus Dahlström). В 1923 году Магнус и Эллен Далстрёмы завещали особняк Академии Або, который и перешёл в её ведение после кончины наследника Карла Юхана Далстрёма (швед. Carl Johan Dahlström) в 1930—1935 годах.

#### Доннерский институт
Доннерский институт (швед. Donnerska institutet фин. Donner instituutti) — аффилированная в сообщество Академии Або частная организация исследований религии и истории культуры. Институт был образован в 1959 году на основе крупного пожертвования Фонду Академии Або частного собрания Уно и Олли Доннеров (в связи с чем и получил своё наименование). Основное ядро Доннерского института — Стейнерская научная библиотека (швед. Steinerbiblioteket), открытая в 1957 г. и насчитывающая в своих фондах более 65 тыс. единиц хранения).

### Библиотека Академии
Библиотека возникла в 1918 году как частное собрание шведоязычной литературы по основным направлениям научных знаний при Академии Або. В 1936 году по проекту известного финского архитектора Эрика Брюгмана в стиле функционализма было построено новое здание библиотеки и пятиэтажное здание книгохранилища. Позднее главное здание библиотеки было реконструировано по проекту архитектора Вольдемара Бекмана.

### Известные преподаватели
- Бергрот, Том — профессор геральдики
- Хронандер, Якоб (J. P. Chronander) профессор шведской словесности, автор пьес «Surge» (1647) и «Belesnack» (1649), поставленных студентами Академии
- Портан, Генрих Габриель (Henrik Gabriel Porthan, 1739—1804), финский историк, филолог, просветитель и этнограф
- Валлениус, профессор
- Франсен, Франс Микаэль — профессор истории и морали